# تپه گوری ۲
تپه گوری ۲ مربوط به دوره اشکانیان است و در شهرستان گیلانغرب، بخش مرکزی، دهستان ویژنان، ۱/۲ کیلومتری جنوب غرب روستای قورتک واقع شده و این اثر در تاریخ ۲۶ اسفند ۱۳۸۷ با شمارهٔ ثبت ۲۵۴۵۱ به‌عنوان یکی از آثار ملی ایران به ثبت رسیده است.